# Owen Heary
Owen Heary (Dublino, 4 ottobre 1976) è un allenatore di calcio ed ex calciatore irlandese, di ruolo difensore.
Il suo ruolo principale è stato quello di terzino destro ma ha talvolta giocato anche da difensore centrale.

## Carriera
Ha giocato con le maglie di Kilkenny City, Home Farm, Shelbourne e Bohemian.

## Palmarès

### Club
- Campionato irlandese: 7

Shelbourne: 2000, 2002, 2003, 2004, 2006
Bohemians: 2008, 2009
- Coppa d'Irlanda: 2

Shelbourne: 2000
Bohemians: 2008
- FAI League Cup: 1

Bohemians: 2009
- League of Ireland First Division Shield: 1

Home Farm: 1998

### Individuale
- Giocatore dell'anno della PFAI: 1

2002
- Personalità dell'anno SWAI: 1

2008